# Мавандуйські тексти на шовку
Мавандуйські тексти на шовку (кит.: 馬王堆帛書; піньїнь: Mǎwángduī Bóshū) — рукописні праці стародавніх китайських філософів та науковців у галузі медицини, математики, астрономії та астрології, картографії, військової справи, техніки цигуну тощо, написаних на шовку, і які були віднайдені у елітному похованні Мавандуй у окрузі Чанша, провінції Хунань, КНР у 1973.

## Цінність знахідки
Загалом, серед знайдених текстів на шовку виокремлено 40 окремих документів, які мають приблизно 200 000 слів.
 
Знайдені шовкові книги є безцінними не тільки для китайських дослідників історії, культури, і надбань китайської цивілізації, а і для науковців усього світу. Це обумовлено наступними обставинами:
1. Серед знайдених книг є копії вже відомих, достатньо досліджених і перекладених багатьма мовами праць (напр., Дао де цзін (примірники А та Б),[3] П'ять першоелементів, Канон перемін тощо). Інтерес являє те, що ці копії, які пролежали більше 2000 років у сховку, мають як несуттєві, так і суттєві відмінності від тих копій, які дійшли до сучасних поколінь, неодноразового переписуючись, відтворюючись у тій чи іншій формі і дійшли до нас навіть і у електронному вигляді. Дані відмінності є цікавим предметом досліджень. За одними гіпотезами — це суб'єктивні правки чи редагування, прикрашання та, навіть, і трактування текстів оригіналу більш сучасними переписувачами та/або відтворювачами. За іншими гіпотезами — знайдені копії є результатом суб'єктивного переписування їх старовинними переписувачами, які, як на диктанті, не встигаючи записати текст, опускали окремі слова, фрази чи вирази, або записували на власний розсуд тільки те, що вважали найголовнішим. Окрім цих відмінностей, є відмінності у написанні ієрогліфів, які повинні означати одні і ті ж поняття, в основному, стосовно фонетичних особливостей.[4]
2. Серед знайдених книг є такі, про існування яких було відомо лише із інших творів тільки за їх назвами, і які дослідники побачили вперше тільки після їх знаходження у 1973 (напр., коментарі до "Книги перемін, авторство яких приписують Конфуцію).
3. Серед знайдених книг є такі, про існування яких не було відомо взагалі, і які являють велику наукову цінність не тільки для дослідників історії, а і для різних галузей науки і чекають своїх дослідників (напр., книга «52 рецепти[en]», яка є найбільшою за обсягом медичною працею стародавнього Китаю).
4. Не меншу цінність мають і скрипти та стилі начертання ієрогліфів. Знахідки підтверджують, що етап стандартизації шрифтів з метою економії часу і шовку на рукописи на момент їх закладення у поховання вже було завершено.

## Перелік основних «Шовкових Книг»
У таблиці нижче наведені основні тексти із віднайдених, які в основному відтворені і досліджені.
| Китайською                                           | Піньїнь                                                                          | Українською |
| ---------------------------------------------------- | -------------------------------------------------------------------------------- | --- |
| 老子甲本                                             | Lǎozi jiǎ běn                                                                    | Лао-Цзи (примірник А) |
| 老子甲本卷後古佚書 - 五行 - 九主 - 明君 - 德聖       | Lǎozi jiǎ běn juǎn hòu gǔ yì shū - Wǔháng - Jiǔ zhǔ - Míngjūn - Dé shèng         | Забуті стародавні книги Лао-Цзи (примірник А) : - П'ять першоелементів - Дев'ять основ - Наступний монарх - Канон перемін                                 |
| 老子乙本卷前古佚書 - 黃帝四經                        | Lǎozi yǐ běn juǎn qián gǔ yì shū - Huángdì sì jīng                               | Забуті стародавні книги Лао-Цзи (примірник Б) : - Чотири канони Жовтого Імператора                                                                        |
| 老子乙本                                             | Lǎozi yǐ běn                                                                     | Лао-Цзи (примірник Б) |
| 春秋事语                                             | Chūnqiū shì yǔ                                                                   | Розповідь про період Чуньцю |
| 战国纵横家书 (战国策)                                | Zhànguó zònghéng jiāshū (zhànguó cè)                                             | Епоха воюючих царств (План ведення війни царством) |
| 足臂十一脉灸经                                       | Zú bì shíyī mài jiǔ jīng                                                         | Одинадцять точок припікання на ногах і руках (точки акупунктури)                                                                                          |
| 阴阳十一脉灸经甲本                                   | Yīnyáng shíyī mài jiǔ jīng jiǎ běn                                               | Одинадцять точок припікання Інь і Ян (примірник А) |
| 脉法                                                 | Mài fǎ                                                                           | Імпульсний метод |
| 阴阳脉死候                                           | Yīnyáng mài sǐ hòu                                                               | Точки Інь і Ян очікування смерті |
| 五十二病方                                           | Wǔshí'èr bìng fāng                                                               | 52 рецепти |
| 谷食气                                               | Gǔ shí qì                                                                        | Основа свіжого повітря |
| 阴阳十一脉灸经乙本                                   | Yīnyáng shíyī mài jiǔ jīng yǐ běn                                                | Одинадцять точок припікання Інь і Ян (примірник Б) |
| 导引图题记                                           | Dǎo yǐn tú tíjì                                                                  | Настанови у малюнках і написах (карти розуму) |
| 养生方                                               | Yǎngshēng fāng                                                                   | Про продовження життя (аспекти здоров'я) |
| 養生圖                                               | Yǎngshēng tú                                                                     | Схеми для продовження життя |
| 杂疗方                                               | Zá liáo fāng                                                                     | Різні методики лікування |
| 胎产书                                               | Tāi chǎn shū                                                                     | Книга з приймання пологів |
| 十问                                                 | Shí wèn                                                                          | Десять запитань |
| 合阴阳                                               | Hé yīnyáng                                                                       | Єдність Інь і Ян |
| 杂禁方                                               | Zá jìn fāng                                                                      | Заборони Пан Фан |
| 出行占                                               | Chūxíng zhàn                                                                     | Початок подорожі |
| 刑德                                                 | Xíng dé                                                                          | Покарання за аморальність |
| 地形圖 - 長沙國南部地形圖 - 城邑圖 - 築城圖 - 駐軍圖 | Dìxíng tú - Zhǎngshā guó nánbù dìxíng tú - Chéng yì tú - Zhúchéng tú - Zhùjūn tú | Топографічні карти : - Топографічна карта півдня князівства Чанша - План стародавнього міста - План зміцнення міста - План розташування гарнізону в місті |
| 二三子問                                             | Èrsānzi wèn                                                                      | Двадцять три «дитячих» запитання |
| 符籙                                                 | Fúlù                                                                             | Талісман |
| 黃帝書                                               | Huángdì shū                                                                      | Книга Жовтого Імператора |
| 六十四卦                                             | Liùshísì guà                                                                     | Гексаграми |
| 天文氣象雜占                                         | Tiānwén qi xiàng zá zhàn                                                         | Різні астрономічні і метеорологічні розрахунки |
| 五星占                                               | Wǔxīng zhān                                                                      | Планетарна астрологія |
| 易经•系辞上 (易经系辞)                               | Yì jīng•xì cí shàng                                                              | Коментарі до «Книги перемін» |

## Галерея

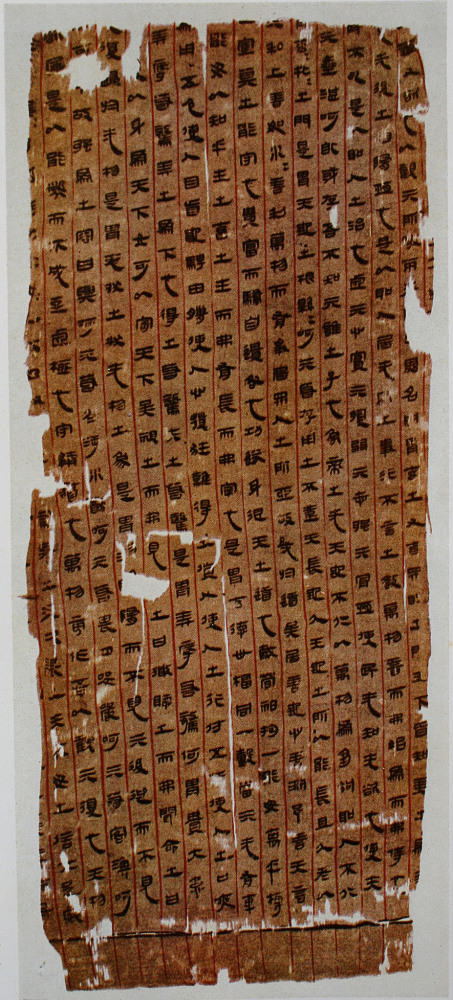
Мавандуйський примірник Дао де цзін Лао-Цзи
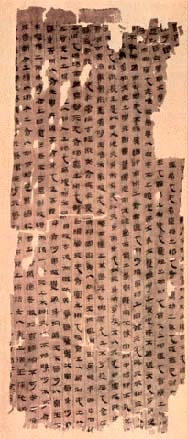
Фрагмент оригінального тексту
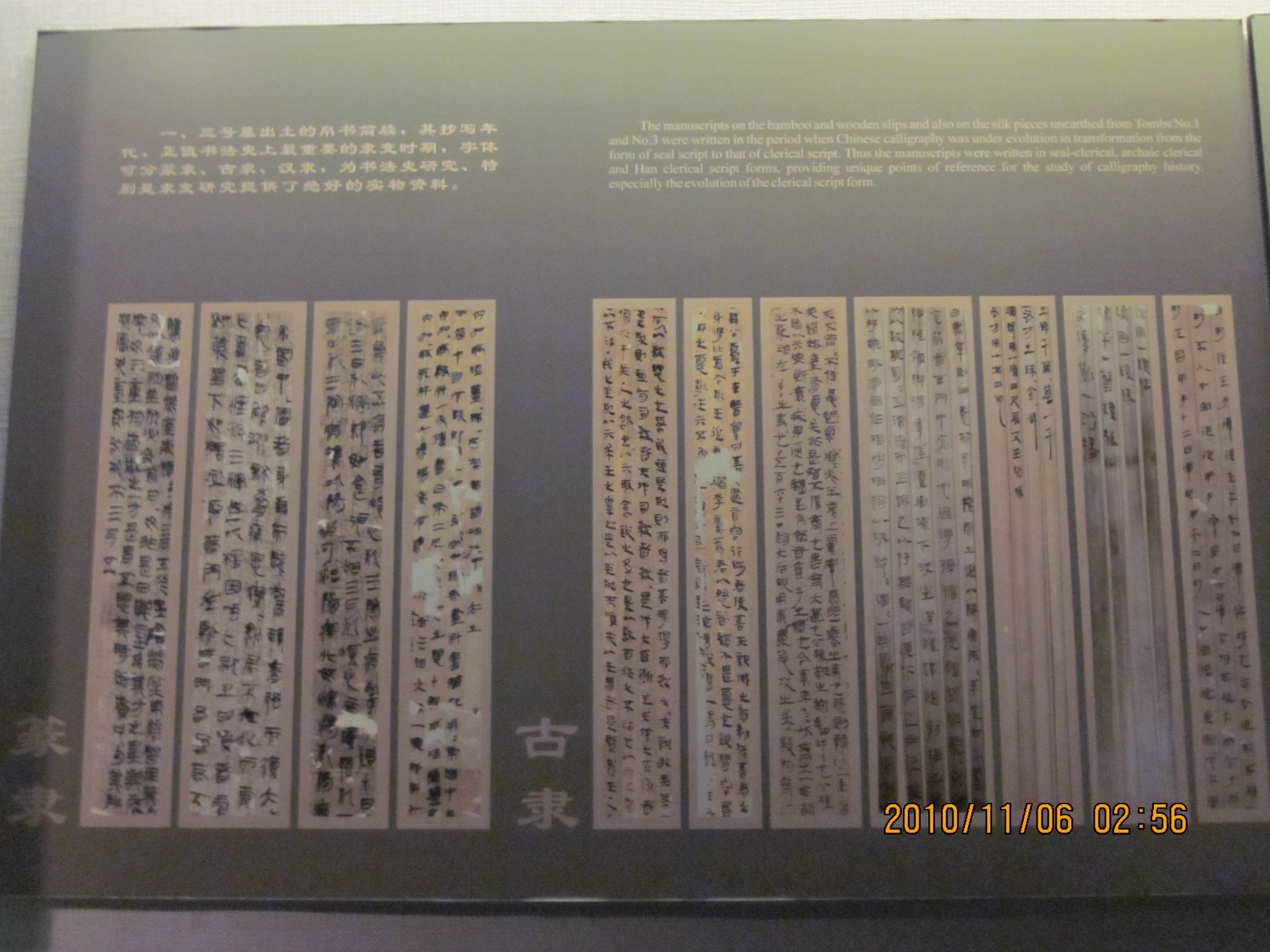
Текст, відновлений із фргментів
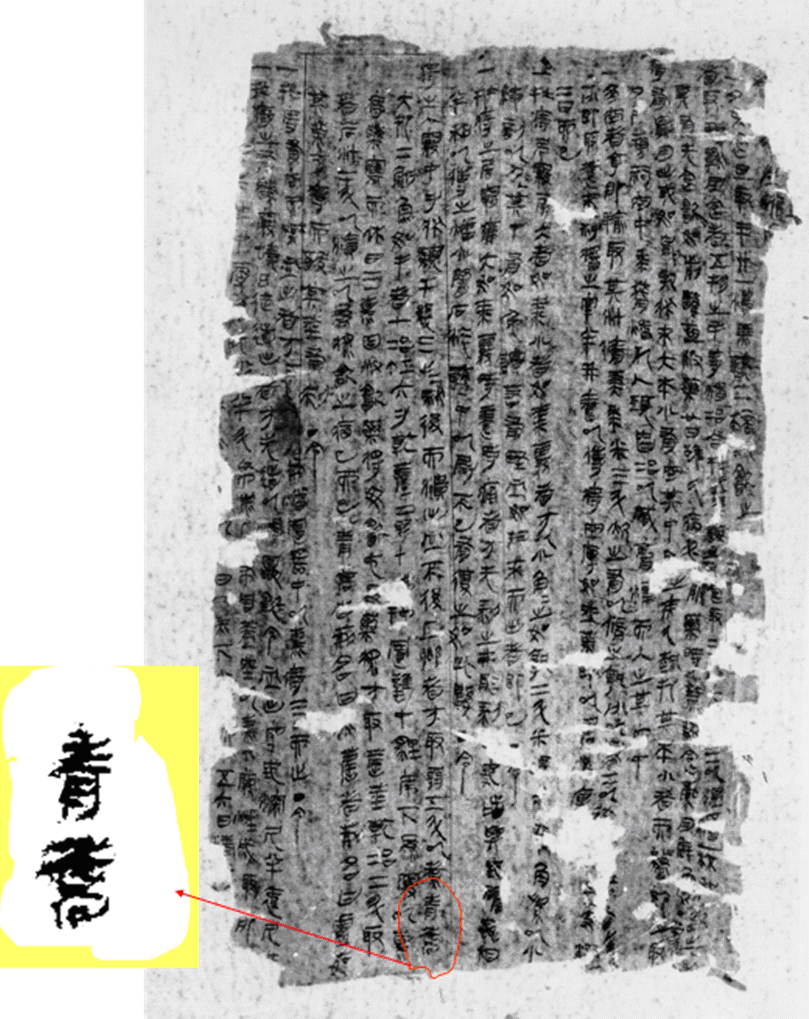
Книга 52-х рецептів
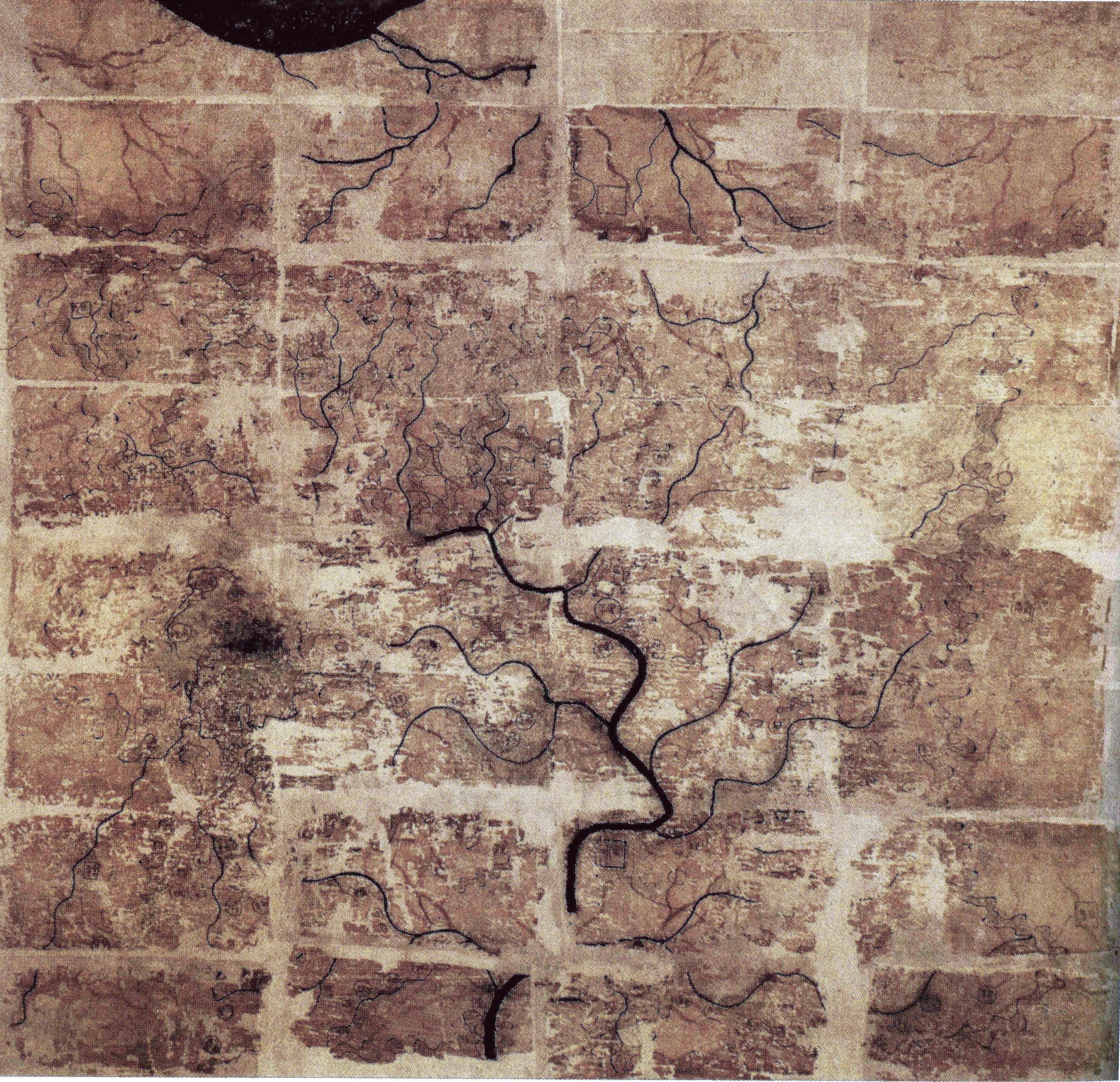
Карта на шовку
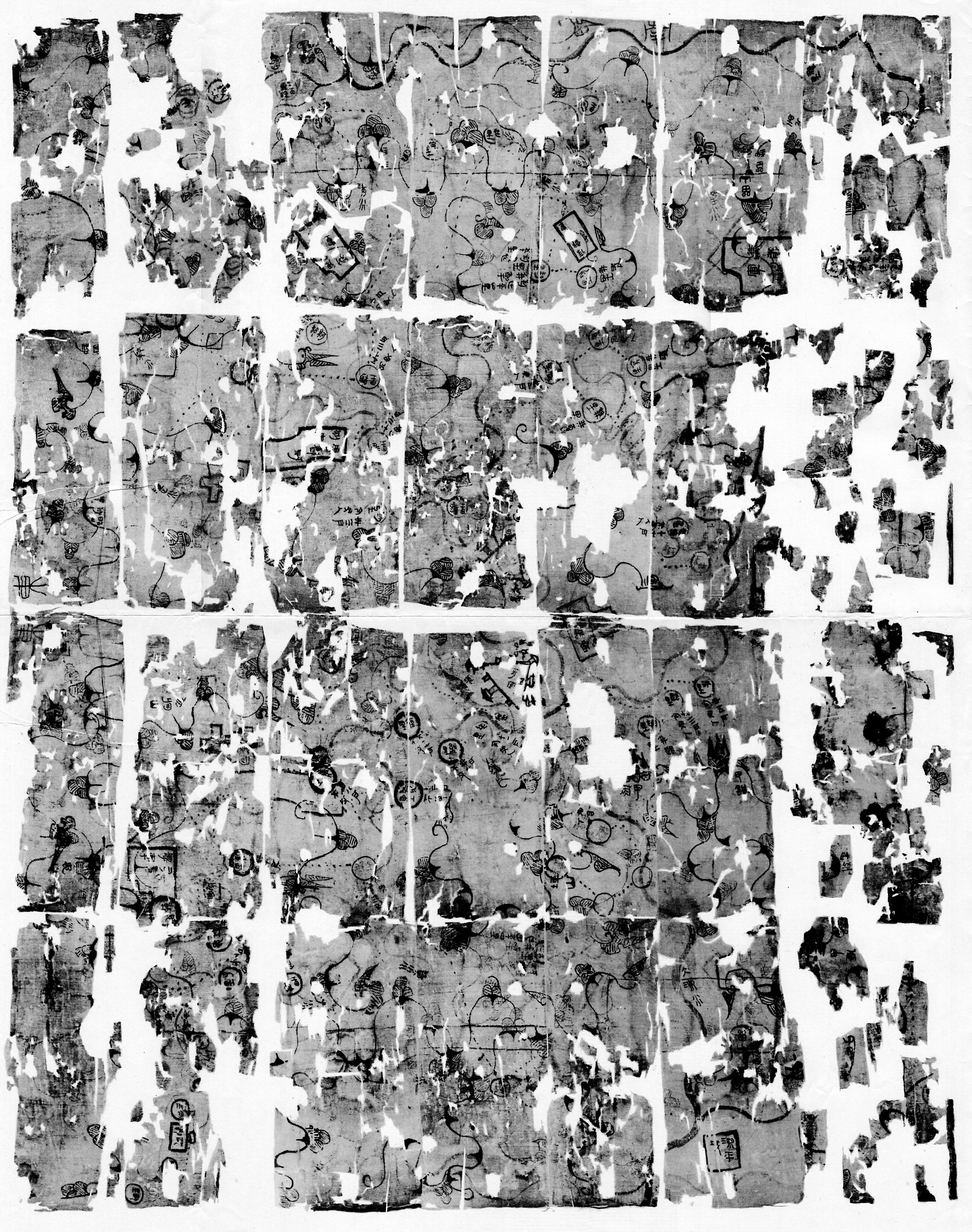
Військова карта
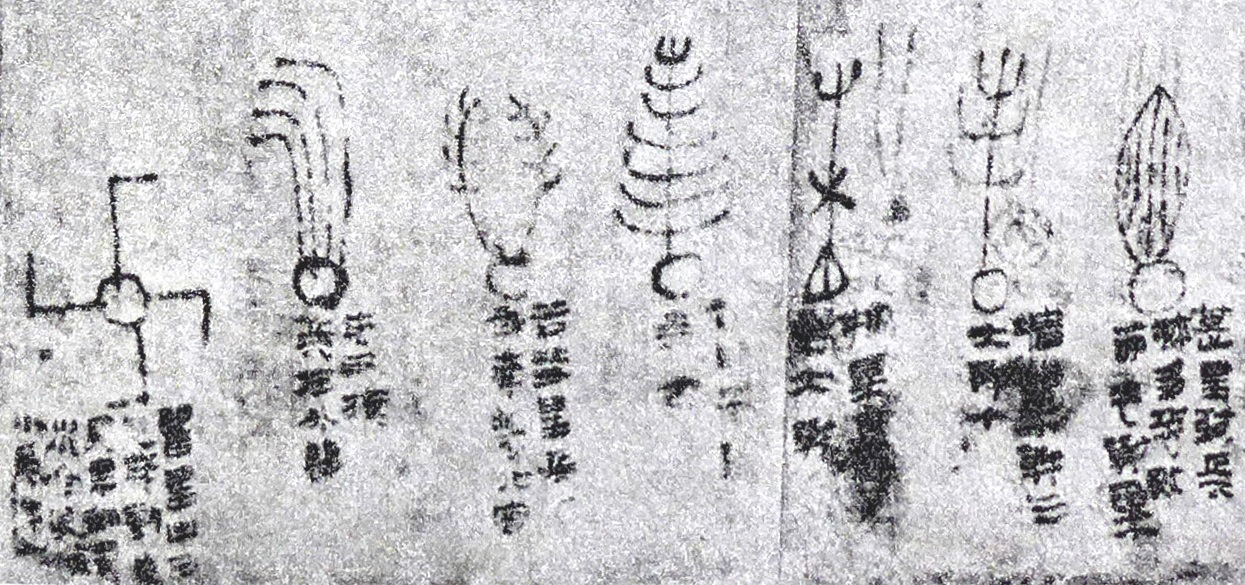
Кометна астрологія

## Переклади

### Англійською
- У Вікіджерелах є Дао де цзін (примірник із Мавандуй, китайською)
- Heluo Tushu Chubanshe (1975). Boshu Laozi. Taipei: Heluo Tushu Chubanshe.
- Yen Ling-feng (1976). Mawangdui Boshu Laozi Shitan. Taipei.
- D. C. Lau (1982). Tao te ching. Hong Kong: The Chinese University Press. ISBN 962-201-252-3.
- Robert G. Henricks (1989). Lao-tzu : Te-tao ching. New York: Ballantine Books. ISBN 0-345-34790-0.
- Edward L. Shaughnessy (1997). I Ching = The classic of changes, the first English translation of the newly discovered Mawangdui texts of I Ching. New York: Ballantine Books. ISBN 0-345-36243-8.

### Українською
- «Дао Де Цзін» український текст (укр.) ISBN 9789667094713
- Лао-Цзи, Дао-Де-Цзин (укр.)
- Лао-Цзи «Книга про дао і де» («Дао-де-цзін», «道德经») китайський текст + три різні українські переклади